# 斯特里哈柳基
49°56′26″N 25°18′12″E / 49.94056°N 25.30333°E
斯特里哈柳基（烏克蘭語：Стрихалюки），是烏克蘭西部的村莊，隸屬利維夫州的佐洛奇夫區。該村面積0.09平方公里，2001年人口10，人口密度每平方公里111.11人。